# Selección de críquet de Chile

La selección chilena de críquet representa a Chile en las competencias internacionales. Es administrada por la Asociación Chilena de Críquet.

## Historia
El primer partido de críquet en Chile se jugó en 1829, y el primer club en formarse fue el Valparaíso Cricket Club en 1860. El primer encuentro internacional lo jugó ante el seleccionado argentino en 1893.
El interés por este deporte disminuyó después de la Segunda Guerra Mundial y Chile recién se integró a la ICC en 2002.
Su primer partido desde que reingresó a la ICC lo disputó en la División 3 del campeonato americano, jugado en Surinam en febrero de 2006. Finalizaron en el tercer lugar, ganando solo un encuentro ante la selección brasileña. 
En febrero de 2008 la División 3 americana se disputó en Argentina. Chile derrotó a Belice, Turcos y Caicos y Perú. Solo perdió ante Brasil y finalizó en segundo lugar.
Chile ganó el Campeonato Sudamericano de Cricket en dos oportunidades, en 2011 y 2016, en ambas derrotando al seleccionado argentino.

## Planteles

### Challenger Series 2022
| Selección chilena de criquet |
| ---------------------------- |
| Alejandro Carthew (c)        |
| Alejandro Francisco          |
| Amit Uniyal                  |
| Anuj Kumar                   |
| Guillermo Aburto             |
| Hamish Pearson               |
| Ardev Singh                  |
| Héctor Alejandro Pav         |
| Himanshu Panwar              |
| Patel Hirenjumar             |
| Irfan Mir                    |
| John William Bartlett        |
| Mayor Singh Sohi             |
| Patel Mayank                 |
| Soaib Hossain                |
| Rajesh Balú                  |
| Rolando Rivas                |